# فنسنت سميث
فنسنت سميث (بالإنجليزية: Vincent Smith)‏ هو لاعب كرة قدم أمريكية أمريكي، ولد في 7 فبراير 1990.